# بوكايو ساكا
بوكايو ساكا (بالإنجليزية: Bukayo Saka)‏ هو لاعب إنجليزي من أصل نيجيري ولد بتاريخ 5 سبتمبر 2001 يلعب حاليا مع نادي أرسنال.

## مسيرته
هو نأشئ في نادي أرسنال وتم تصعيده للفريق الأول في 2018 وقد مثل منتخب إنجلترا لفئات تحت 16 سنة وتحت 17 سنة وتحت 18 سنة وتحت 19 سنة وتحت 21 والمنتخب الأول.

## أهدافه الدولية
| الهدف | التاريخ        | المكان                                | المباراة | الخصم            | الهدف | النتيجة    | المسابقة                     |
| ----- | -------------- | ------------------------------------- | -------- | ---------------- | ----- | ---------- | ---------------------------- |
| 1     | 2 يونيو 2021   | ملعب ريفرسايد، ميدلزبرة، إنجلترا      | 5        | النمسا           | 1–0   | 1–0        | ودية                         |
| 2     | 5 سبتمبر 2021  | ملعب ويمبلي، لندن، إنجلترا            | 11       | أندورا           | 4–0   | 4–0        | تصفيات كأس العالم 2022       |
| 3     | 9 أوكتوبر 2021 | الملعب الوطني، أندورا لا فيلا، أندورا | 12       | أندورا           | 2–0   | 5–0        | تصفيات كأس العالم 2022       |
| 4     | 15 نوفمبر 2021 | ملعب سان مارينو، سيرافالي، سان مارينو | 14       | سان مارينو       | 10–0  | 10–0       | تصفيات كأس العالم 2022       |
| 5     | 21 نوفمبر 2022 | استاد خليفة الدولي، الريان، قطر       | 21       | إيران            | 2–0   | 6–2        | كأس العالم 2022              |
| 6     | 21 نوفمبر 2022 | استاد خليفة الدولي، الريان، قطر       | 21       | إيران            | 4–0   | 6–2        | كأس العالم 2022              |
| 7     | 4 ديسمبر 2022  | استاد البيت، الخور، قطر               | 23       | السنغال          | 3–0   | 3–1        | كأس العالم 2022              |
| 8     | 26 مارس 2023   | ملعب ويمبلي، لندن، إنجلترا            | 26       | أوكرانيا         | 2–0   | 2–0        | تصفيات بطولة أمم أوروبا 2024 |
| 9     | 19 يونيو 2023  | أولد ترافورد، مانشستر، إنجلترا        | 28       | مقدونيا الشمالية | 2–0   | 7–0        | تصفيات بطولة أمم أوروبا 2024 |
| 10    | 19 يونيو 2023  | أولد ترافورد، مانشستر، إنجلترا        | 28       | مقدونيا الشمالية | 4–0   | 7–0        | تصفيات بطولة أمم أوروبا 2024 |
| 11    | 19 يونيو 2023  | أولد ترافورد، مانشستر، إنجلترا        | 28       | مقدونيا الشمالية | 5–0   | 7–0        | تصفيات بطولة أمم أوروبا 2024 |
| 12    | 6 يوليو 2024   | مركور شبيل أرينا، دوسلدورف، المانيا   | 38       | سويسرا           | 1–1   | 1–1 (5–3ض) | بطولة أمم أوروبا 2024        |

## وصلات خارجية
- بوكايو ساكا على موقع الاتحاد الأوربي (الإنجليزية)
- بوكايو ساكا على موقع إي إس بي إن إف سي (الإنجليزية)
- بوكايو ساكا على موقع قاعدة بيانات كرة القدم.إي يو (الإنجليزية)
- بوكايو ساكا على موقع ليكيب (الفرنسية)
- بوكايو ساكا على موقع ناشيونال فوتبول تيمز (الإنجليزية)
- بوكايو ساكا على موقع Soccerbase.com (لاعب) (الإنجليزية)
- بوكايو ساكا على موقع Soccerway.com (الإنجليزية)
- بوكايو ساكا على موقع عالم كرة القدم.نت (الإنجليزية)
- بوكايو ساكا على موقع AS.com (الإسبانية)